# Unterseeboot 612
L'Unterseeboot 612 ou U-612 est un sous-marin allemand (U-Boot) de type VIIC utilisé par la Kriegsmarine pendant la Seconde Guerre mondiale.
Le sous-marin fut commandé le 15 août 1940 à Hambourg (Blohm & Voss), sa quille fut posée le 21 avril 1941, il fut lancé le 9 janvier 1942 et mis en service le 5 mars 1942, sous le commandement de l'Oberleutnant zur See Paul Siegmann.
Il ne mena aucune patrouille durant sa carrière, par conséquent, il ne coula ou n'endommagea pas de navire.
L'U-612 fut coulé lors d'une collision avec l'U-444 pendant sa formation d'entrainement en mer Baltique en août 1942. Il fut ensuite renfloué et remis en service comme sous-marin d'entrainement jusqu'à la fin de la guerre, quand il fut sabordé en mai 1945.

## Conception
Unterseeboot type VII, l'U-612 avait un déplacement de 769 tonnes en surface et 871 tonnes en plongée. Il avait une longueur totale de 67,10 m, un maître-bau de 6,20 m, une hauteur de 9,60 m et un tirant d'eau de 4,74 m. Le sous-marin était propulsé par deux hélices de 1,23 m, deux moteurs diesel Germaniawerft M6V 40/46 de 6 cylindres en ligne de 1 400 cv à 470 tr/min, produisant un total de 2 060 à 2 350 kW en surface et de deux moteurs électriques BBC GG UB 720/8 de 375 cv à 295 tr/min, produisant un total 550 kW, en plongée. Le sous-marin avait une vitesse en surface de 17,7 nœuds (32,8 km/h) et une vitesse de 7,6 nœuds (14,1 km/h) en plongée. Immergé, il avait un rayon d'action de 80 milles marins (150 km) à 4 nœuds (7,4 km/h; 4,6 milles par heure) et pouvait atteindre une profondeur de 230 m. En surface son rayon d'action était de 8 500 milles nautiques (soit 15 700 km) à 10 nœuds (19 km/h). 
L'U-612 était équipé de cinq tubes lance-torpilles de 53,3 cm (quatre montés à l'avant et un à l'arrière) et contenait quatorze torpilles. Il était équipé d'un canon de 8,8 cm SK C/35 (220 coups) et d'un canon antiaérien de 20 mm Flak. Il pouvait transporter 26 mines TMA ou 39 mines TMB. Son équipage comprenait 4 officiers et 40 à 56 sous-mariniers.

## Historique
Il est initialement affecté à la 5. Unterseebootsflottille, basée à Königsberg, comme sous-marin d’entrainement des équipages jusqu'au 6 août 1942, puis il est transféré dans la 24. Unterseebootsflottille basée à Gotenhafen jusqu'au 28 février 1945 ; il finira sa carrière de sous-marin d'entrainement dans la 31. Unterseebootsflottille, basée à Hambourg. L'U-612 n'a effectué aucune patrouille de guerre.
Après sa mise en service, l'U-612 se trouve en période de formation et d'entrainement en mer Baltique lorsqu'il percute accidentellement l'U-444 au large de Dantzig, le 6 août 1942. Werner décrit l'événement dans son livre; il déclare que ni l'équipage de l'U-612, ni celui de l'U-444 n'ont eu conscience de la collision. Il narre en détail la lutte de l'équipage pour sortir rapidement de l'U-Boot commençant à sombrer. Deux hommes moururent dans l'accident, sur les 45 membres d'équipage.
Le commandant Siegmann et son équipage entreprirent de sauver l'U-612 et de le remettre en service ; la coque est soulevée le 18 août 1942, mais le sous-marin était trop endommagé par le naufrage pour être remis en service en l'état. L'U-Boot est transféré à l'arsenal maritime de Dantzig pour y être réparé. Siegmann et son équipage sont affectés à un autre sous-marin, l'U-230.
Les réparations de l'U-612 sont effectuées l'année suivante et il est remis en service le 31 mai 1943. Il est affecté comme sous-marin d'entrainement jusqu'à la fin de la guerre, date à laquelle il est sabordé pour éviter sa capture par l'Armée rouge, le 1er mai 1945, dans la base de Warnemünde à la position géographique 54° 10′ 03″ N, 12° 05′ 07″ E, suivant les ordres de l'amiral Karl Dönitz (opération Regenbogen).
L'épave est de nouveau renflouée en juillet 1945 et démolie.

## Affectations
- 5. Unterseebootsflottille du 5 mars 1942 au 6 août 1942 (Période de formation).
- 24. Unterseebootsflottille du 31 mai 1943 au 28 février 1945 (Navire de formation).
- 31. Unterseebootsflottille du 1er mars 1945 au 1er mai 1945 (Navire de formation).

## Commandement
- Kapitänleutnant Paul Siegmann du 5 mars 1942 au 6 août 1942 (Croix allemande).
- Commandement vacant du 6 août 1942 au 30 mai 1943.
- Oberleutnant zur See Theodor Petersen du 31 mai 1943 au 20 février 1944 (Croix allemande).
- Oberleutnant zur See Hans-Peter Dick du 21 février 1944 au 1er mai 1945.